# Atletica leggera ai Giochi della XXIII Olimpiade - 400 metri ostacoli femminili
I 400 metri ostacoli hanno fatto parte del programma femminile di atletica leggera ai Giochi della XXIII Olimpiade. La competizione si è svolta nei giorni 5-8 agosto 1984 al «Memorial Coliseum» di Los Angeles.

## Assenti a causa del boicottaggio
Nota: le prestazioni sono state ottenute nell'anno olimpico.
| Primatista mondiale  | 53"58 | 22 giugno | Margarita Ponomaryova |
| Seconda al mondo     | 54"34 | 22 giugno | Marina Stepanova      |
| Campionessa Mondiale | 54"34 | 20 luglio | Ekaterina Fesenko     |
| Quarta al mondo      | 54"43 | 22 giugno | Tatiana Pavlova       |

## Turni eliminatori
| 4 Batterie   | 5 agosto | 26 partenti   | Si qualificano le prime 4. |
| 2 Semifinali | 6 agosto | 8 + 8         | Si qualificano le prime 4. |
| Finale       | 8 agosto | 8 concorrenti |                            |

## Finale
Stadio «Memorial Coliseum», mercoledì 8 agosto.
È la prima apparizione della specialità alle Olimpiadi.
| Pos | Paese       | Atleta              | Tempo |
| --- | ----------- | ------------------- | ----- |
|     | Marocco     | Nawal El Moutawakel | 54”61 |
|     | Stati Uniti | Judi Brown          | 55”20 |
|     | Romania     | Cristeana Cojocaru  | 55”41 |

Quello di Nawal El Moutawakel è il primo oro per una donna araba e africana ai Giochi Olimpici. È anche il primo oro in assoluto del Marocco. Al suo ritorno in patria l'olimpionica viene accolta come un'eroina nazionale.